# Lespezi, Vrancea
Lespezi este un sat în comuna Homocea din județul Vrancea, Moldova, România.

## Etimologie
Lespezi - Lespede, un cuvânt comun, cu etimologie disputată între lingviști:
În mai multe limbi romanice, cuvintele care denumesc lespedea provin din aceeași sursă pre-romanică (celtică sau iberică), un presupus *lausa ”flat stone” (cf. etymonline.com): provensal lausa, spaniol losa, catalan llosa, portughez lousa “slab, tombstone” (aceste sensuri sunt exact cele ale rom. lespede), la care se adaugă fr. losange, sp. losanje, ital. losanga ”romb” [1] . 

## Alte nume
În evul medieval a fost cunoscut  sub denumirea moșia Crainici (Crăinicești)[2]  pe Polocin   unde se ținea un  important târg comercial .

## Istorie
Cunoașterea reală a existenței satului Lespezi trebuie căutată în vechile urme ale culturii materiale și ale mențiunilor documentare.  
Resturi ale culturii materiale scoase la iveală cu ocazia săpăturilor diverse efectuate în vechea vatră a satului Lespezi atestă o prezență a omului înaintea izvoarelor scrise cunoscute până în prezent, vechimea așezării rurale coboară până în secolele al IV-lea  al V -lea d.Ch., vechime probată de descoperirile arheologice efectuate.
În așezarea de la Lespezi în partea de nord-est a satului,  lângă   Râpa Drăgăicii[3] , pe o platformă relativ înaltă denumită "Bobeică",  s-au găsit materiale ce aparțin sec. IV și fragmente ceramice lucrate cu mâna și la roată ce prezintă asemănări importante cu ceramica atribuită sec. al V-lea din așezarea de la Mănoaia-Costișa. 
Fragmentele ceramice din așezările de la Lespezi[4]  - punctul Bobeică[5]  atribuite sec. al V -lea. spre deosebire de materialele atribuite sec. al IV-lea. respectiv binecunoscutei culturi Sîntana de Mureș, prezintă următoarele caracteristici : profilele vaselor din care provin sunt mult simplificate. fundurile sunt îngroșate și desprinse de roată cu sfoara. care le-a imprimat cercuri concentrice .
În partea de nord a satului, pe o rază de cca. 200 m  în jurul centrului de vinificare, s-au descoperit fragmente ceramice lucrate cu mâna, caracteristice secolelor VI-VII (H. II, nr. 131) cât și lucrate cu roata, aparținând secolelor X-XI (H. VI, nr. 128)[6].  
Alte cercetări arheologice întreprinse la N-NS de biserica din Lespezi, în malul drept al pârâului Prisăcii[7] au adus la lumină, " o locuință prefeudală datată în secolul al VIII-lea și începutul secolului al IX -lea "  , de tipul " locuință îngropată în pământ". În punctul Dealul Bisericii[8] din Lespezi săpăturile de salvare întreprinse ulterior au dus la dezvelirea unei locuințe-bordei, conținând mai multe obiecte ceramice, din pastă de lut ars, lucrată cu mâna și la roată, ornamentate cu striuri orizontale și vălurite, de tipul vaselor - borcan și a tipsiilor (tigăilor), cu ceramică întregibilă și ne-întregibilă, din Epoca neolitică - Cultura Cucuteni; apoi, foarte multe fragmente de vase ne-întregibile, cât și obiecte din bronz fragmentar din secolele VIII - IX d.Ch[9]. Cultura Sântana de Mureș (sec. IV d.Ch.), după perioada marilor influențe romane și bizantine, dar și de influență bizantină, s-a descoperit la Lespezi, în urma cercetărilor sistematice și arheologice de suprafață, de către Ioan Mitrea. S-a pus în evidență un număr însemnat de vase ceramice, obiecte din os (împungătoare întregi și fragmentare) și monede din argint [10].
Pentru cunoașterea civilizației vechi românești Muzeul din Bacău a participat la efectuarea unor cercetări și în alte județe ca de exemplu la Lespezi, județul Vrancea (lucrări finanțate de muzeul băcăuan, materialele descoperite intrând în colecțiile muzeului care a finanțat săpăturile[11]. 
Prima mențiune documentară  localitatea este pomenită sub denumirea de ”moșia Crainici (Crăinicești) pe Polocin  prin actul lui Ștefan cel Mare  din 1497 (7005) martie 20[12] , în care Drăgălina, fiica Nastei, și nepoata ei de soră, Tudora, fiica Vasilisei, nepoata lui Nan clucer, vând jumătate din satul Crainicești, pe Polocin, partea de jos, și jumătate de moară vărului ei, Ilea comis, surorii lui, Anca, și nepoatei lor de frate, Măria 
Așadar, începuturile acestui sat se plasează documentar la sfârșitul domniei lui Ștefan cel Mare. Volumul de documente intitulat Hrisoave inedite de la Ștefan cel Mare și destinul unor sate din Moldova[13],  în care prima parte, compusă din 26 de acte, datând din perioada 1497-1852, privește satul și schitul Crainici (Crăinicești), numit apoi Lespezi de pe Polocin , dar și proprietăți învecinate, precum Sârbi, Gălești, Poenari, mănăstirile Cașin, Mera, Răchitoasa, Soveja și Vizantea.
Hrisoavele de la Ștefan cel Mare și destinul unor sate din Moldova, elaborată de cercetătorul Dumitru Agache,  au alcătuit un volum de documente, în mare parte inedite, păstrate atât în arhive din România, dar și în străinătate, mai cu seamă la Muntele Athos, referitoare la trei sate din zona centrală și de sud a Moldovei printre care  Crainici (Crăinicești), numit apoi Lespezi (ținutul Putna).
Crainici (Crăinicești) a aparținut  de Ocolul Polucin din ținutul Adjudului, atestat documentar la 6 martie 1507.
  Despre ținutul Adjudului se mai pomenește într-un suret de pe un uric de la Ștefăniță Vodă, (22 aprilie 1517 - 14 ianuarie 1527) datat 17 aprilie 1522, de asemenea și într-un hrisov emis de Petru Rareș, în 1527, în timpul primei sale domnii  (20 ianuarie 1527 - 14 septembrie 1538) [14].  
În 1566, ținutul Adjudului este menționat în Cronica moldo-polonă a lui Nikolaj Brzeski  [15]
Se pare că la 1591 ținutul Adjudului s-a contopit cu cel al Putnei, acesta din urmă incluzând până atunci doar zona bazinului râului cu același nume [16]. 
Într-un capitol de pe hrisovul  din (7110), fev. 24 1602  de la Irimie Vodă[17] de se împarte  lui Bucium vornicu giumatate de sat de Crainici pe Polucini.
” Adică au vinit înnainte noastra si Innainte a lor noștri boiari Anthemie, giupaniasa răposatului Bucium vornicu și au jăluit pe ficiorii săi Gligori Bucium pe cum n'au putut să așeza întru dânșii singuri cu moșiile și cu viili și cu țigani, numai înaintea noastră și înainte a tot sfatul nostru așe s'au tocmit și s'au asezat întru sini: unde s'au ales osabită parte a răposatului Bucium vornicu de moșii și de vii și de țigani și partea giupanesii lui iar osabită. O s'au vinit în parte lui Bucium vornicu giumatate de sat de Crainici pe Polucini și cu Poenili” …..
De asemenea, actele din 16 ianuarie 1633 și 16 martie 1639 , prin care se consemnează Lupu Bucium încearcă să ia înapoi satul Crainici, cumpărat de comis, doar datorită înrudirii dintre soția sa și vânzători; era necesară și puțină „ținere de minte”, pentru că actul din 16 ianuarie 1633 nu este altceva decât actul de cumpărare a unei părți din Crainici de către Furtună comis și soția lui, Crâstina sora lui Lupu Bucium și nepoata lui Condrea Bucium.
 Documentul din 27 septembrie 1816  cuprinde și istoria pe scurt a stăpânilor moșiei Crainici, după ce a intrat în stăpânirea lui Istratie Dabija. La 22 februarie 1657, Neculai Buhuș logofăt al treilea îi dă marelui vornic Istratie Dabija[18] satul Crainici, din ținutul Putna, pe care „îl avea de la socrul său, Furtună comis”, și primește în schimb satul Tămășeni, din ținutul Iași.
Așezată pe malul stâng al Siretului, localitatea a beneficiat de terenuri propice atât agriculturii, cât și creșterii animalelor  În plus, moșia Crainici (Crăinicești), numită apoi Lespezi  a beneficiat și de o poziționare privilegiată - fapt care avea să-i garanteze existența înfloritoare de mai târziu - aflându-se, practic, pe drumul ce venea dinspre Brașov pe Valea Trotușului, de la Adjud el îndreptându-se  spre Bârlad, Iași și Botoșani și aporoape de "drumul moldovenesc", ce asigura legătura între Polonia și orașele dunărene, pe Valea Siretului;
În acest context, aflată  la 5 km distanță față de vechea vatră a târgului medieval Adjud, localitatea Lespezi a ajuns să fie importantă unde  se ținea un  târg comercial de animale și cereale, precum și iarmarocul anual  ce se ținea în data de 8 septembrie cu ocazia hramului schitului Precista devenit biserica Nașterea Maicii Domnului.
Achiziționarea animalelor crescute aici în număr mare și trimiterea acestora în Transilvania în turme și cirezi sunt dovada prosperității zonei. De altfel, se pare că și Domnia avea herghelii în această zonă. În fine, unul din comișii lui Ștefan cel Mare deținea proprietăți în apropierea Adjudului  la Crainici (Crăinicești) numit apoi Lespezi, pe Polocin .
Până la instaurarea monopolului turcesc, la jumătatea secolului al XVI-lea, monedele utilizate cu prilejul tranzacțiilor făcute la Adjud și împrejurimi erau atât locale - groșii și grivnele - cât și străine - rublele, galbenii ungurești și zloții tătărești , precum și guldenii olandezi.
  Reformele administrative introduse în secolul al XVII-lea de Constantin Mavrocordat a împărțit ținuturile în ocoale, numind în fruntea lor un pârcălab și un ispravnic. Pârcălabul avea atribuții administrative și fiscale, în timp ce ispravnicii aveau atribuții judecătorești și polițienești. Astfel, între anii 1774-1803 a avut loc o modificare a teritoriului ținutului Tecuci; Ocolul Polocinului din Ținutul Putnei a trecut la Ținutul Tecuciului, iar Ocolul Ghilieștilor a trecut de la Ținutul Tecuciului la Ținutul Putnei. În statistica Moldovei din 1803, extrasă din Condica Liuzilor, ținutul Tecuciului era împărțit în șase ocoale: Bârlad, Berheci, Nicorești, Polocin, Târg și Zeletin.
În anul 1835, Gheorghe Asachi aflat în suita domnitorului Mihai Vodă Sturza care vizita județul Putna, semnala în însemnările sale despre Adjud că ,,acest mic târg al lui Balș, așezat pe sat e ținut în posesie de Costachi Lupu în compania Armeanului Manuc de la Focșani și posedă cinci sate, între care Urecheștii de Jos și Lespezi dincolo de Siretiu ..[19] "  (Conform notițelor lui Asachi satul Lespezi era menționat în anul 1835 ca sat ce aparținea târgului Adjud împreună cu alte sate din apropiere).
Ținutul Tecuciului a fost desființat în anul 1864, în urma reformei administrative a Principatelor Române prin care s-au desființat toate ținuturile și s-au înființat județele. Teritoriul ținutului Tecuci a fost inclus în nou-înființatul județ Tecuci
La sfârșitul secolului al XIX-lea,  satul Lespezi[20] aparținea de comuna Homocea  care făcea parte din plasa Berheci a județului Tecuci. Satul avea  o populație de    de 137 familii, sau 669 suflete, din care 114 contribuabili; locuiesc în 132 case.
Are o școală mixtă, înființată la 1879, frecventată de 44 elevi (34 băieți și 10 fete); o biserică, cu hramul Nașterea Maicii-Domnului. Lîngă biserica actuală, tot pe deal, în partea de est, a fost un schit de călugări, ale cărui urme se văd și azi.
În sat se face un bîlciu la 8 Septembrie, pentru cumpărări, schimburi de vite și alte unelte de gospodărie. La acest bîlciu vin și locuitori din jud. Putna[20]. 
Locuitorii sunt împroprietăriți de la 1864.
Statul deținea moșia Lespezi, care avea 392 hectare teren arabil, pădurea Lespezi suprafața  de 300 fălci constituită din două trupuri Dealul Cioara cu 200 fălci și Lunca Chiosul 100 fălci[20]. 

## Geografie [modificare | modificare sursă]
Satul Lespezi este situat geografic la intersecția paralelei 46.160275 grade latitudine nordică cu meridianul de  27.24065 grade longitudine estică, în zona de contact a ultimului aliniament al Podișului Central Moldovenesc, marginea de sud-vest a Podișului Bîrladului cunoscută în literatura geografică sub denumirea de Colinele Tutovei, cu zona întinsă a Luncii Siretului la o altitudine medie de 109 m față de nivelul mării.
Localitatea Lespezi este străbătută de la nord spre sud de Râul Polocin afluent de pe partea stângă al Râului Siret în județul Vrancea. Inițial vatra satului Lespezi era în zona cunoscută acum sub denumirea „Fundătura” pe marginea unor chei străbătute de un fir de apă.
Această vale prezintă versanți abrupți constituiți din forme stâncoase , lespezile de piatră pe care oamenii locului le foloseau ca material de construcție, de la care se pare să vină și numele localității.
În timp satul s-a strămutat parțial, în prezent vatra satului este pe șes, în lunca Polocinului. Pe vechea vatră a satului Lespezi se mai regăsesc doar câteva case și Biserica Nașterea Maicii Domnului
Localitatea este situată la răscruce de drumuri, străbătută fiind de DN 11A spre Adjud  9,4 km * 9 min   și spre  Podu Turcului - Bîrlad 47 km * 54 min
Din DN 11 A  se ramifică DJ 252 Lespezi – Perchiu - Găiceana 20,60 km *26 min;
DJ 252 C Lespezi –Tătărăști -  Gherdana; 13,8 km *14 min;
DJ 119 A Lespezi - Sascut 13,5 km *15 min;
DJ 252 Lespezi - Ploscuțeni – Buciumeni – Nicorești - Tecuci 45,90 km* 55 min, precum și, 
drumul comunal Lespezi - Țuțu / Șerbănești   5 km * 13 min  și drumul comunal Lespezi - Sălcuța / Buda 8  km *16 min. 

## Hidrografie [modificare | modificare sursă]
Rețeaua hidrografică este reprezentată de cele două râuri, Siret și Polocin, și de afluenții acestora.
În amonte de Lespezi  se varsă în Polocin pe partea stîngă aflentul Perchiu iar în intravilanul localității tot pe partea stîngă se varsă pârâul Prisăcii  care are un debit mic, variabil, condiționat de  cantitatea de precipitații  și temperaturile ridicate pe timpul verii.   Polocinul, în aval de Lespezi, se varsă în Siret pe partea stîngă a acestuia.
Regimul hidrologic al râului Siret  a fost complet modificat, amenajările hidroenergetice contribuind la regularizarea scurgerii. Pe râul Siret fiind creat lacul de acumulare  Berești-Sascut cu rol complex: asigurarea energiei electrice, combaterea inundațiilor, alimentarea cu apă industrială pentru irigații  iar pe albia veche  în aval de baraj  găsim o salbă de  lacuri pe care se practică pescuitul  recreativ ori sportiv. 
Limita estică a lacului de acumulare este reprezentată de malul natural al versantului Colinelor Tutovei, în zona localităților Scărișoara, Rogoaza, Cornii de Sus și Cornii de Jos din județul Bacău.
Lacul Berești – Sascut este o arie de protecție specială avifaunistică. Rezervația naturală a fost declarată arie protejată[21]  și reprezintă o zonă naturală (lac de acumulare și zonele împrejmuitoare cu pășuni, terenuri arabile,  luciu de apă, mlaștini, turbării) și  este o importanta atracție turistică  nevalorificată încă.
Fauna este una diversificată și cuprinde specii de păsări cu exemplare cum ar fi lebădă mută (Cygnus olor), pescăruș sur (Larus canus)

## Monumente istorice
Monumente istorice [modificare | modificare sursă]
În satul Lespezi se găsesc obiective istorice înscrise în lista monumentelor istorice din județul Vrancea ca monumente de interes local respectiv :
LISTA MONUMENTELOR ISTORICE din Județul Vrancea -MONITORUL OFICIAL AL ROMÂNIEI, PARTEA I, Nr. 670 bis/1.X.2010 . MINISTERUL CULTURII ȘI PATRIMONIULUI NAȚIONAL INSTITUTUL NAȚIONAL AL PATRIMONIULUI
| Nr. crt | Cod LMI 2004      | Denumire | Localitate | Adresă                                                        | Datare                                   |
| 87      | VN-I-s-B-06379    | Situl arheologic de la Lespezi, punct Dealul Bisericii         | Lespezi    | "Dealul Bisericii, la N de Biserica "Nașterea Maicii Domnului |                                          |
| 88      | VN-I-m-B-06379.02 | Așezare  | Lespezi    | "Dealul Bisericii, la N de Biserica "Nașterea Maicii Domnului | sec. VIII - IX, Epoca medievală timpurie |
| 89      | VN-I-s-A-06380    | Așezare  | Lespezi    | "Dealul Bisericii, la N de Biserica "Nașterea Maicii Domnului | Eneolitic, Cultura Cucuteni, faza A      |

De asemenea, în lista monumentelor istorice din satul Lespezi, județul Vrancea este evidențiată  Biserica „Nașterea Maicii Domnului” Cod LMI VN -II- m- B-06515
Existența satului Lespezi la finele veacului al XVII-lea, așa cum aminteam anterior, presupune și existența unui lăcaș de închinăciune pentru locuitorii săi ca reflex al nevoilor lor spirituale. Anuarul Eparhiei Romanului a consemnat-o ca biserică parohială cu hramul  „Nașterea Maicii Domnului" construită din  cărămidă [22].
Pentru fixarea în timp a localității s-au folosit date din documentele vremii, care o menționează ca moșie ce aparținea Mănăstirii Mera (Mira) .
Mânăstirea Mera avea opt metoace iar primul a fost  schitul Crainici sau Lespezi sau Cranița, azi în ținutul Vrancea, cu hramul Nașterea Maicii Domnului.
Schitul Crainici sau„Precista”, cum s-a numit la început, a fost înălțat probabil la sfârșitul secolului al XVII-lea de către marele logofăt Ilie Catargiu.
Mănăstirea Mera, care stăpânea moșia Lespezi, pentru o mai bună supraveghere a acesteia a înființat  un metoh cu călugări greci.
Ca să aibă grijă de metoh,Cozma arhimandrit, cel numit de domn la 8 noiembrie 1690 egumen la Mira,primea pe an 20 de aspri.
Satul și biserica se aflau pe dealul Cetății. În secolul  al XVIII-lea  dealul s-a surpat și satul s-a mutat în vale iar biserica a fost reconstruită în anul 1797 pe locul de astăzi". [23]. În acel an schitul depindea din nou de mânăstirea Mira.
În 1749, din cauza lipsei de interes a egumenului Mitrofan Kalerghis, paharnicul Constantin Balș, rudă cu ctitorul și fostul mare ban Gheorghe Balș, închină schitul la Vatoped, conform unui document grecesc din arhivă.
Ei roagă pe călugării vatopedini să numească în viitor pe noii egumeni.
În afară de egumeni în documentele vatopedine întîlnim și numele unor epitropi (trei între 1689 și 1850, Serafim în 1689, Natanail, nacialnic al schitului Lespezi în 1811, Ghoeghe Corbul în 1850),
În  anul 1814 s-au făcut reparații generale la biserica schitului.
În 1815, în timp ce depindea de mânăstirea Golia, a avut loc un schimb de schituri între  Golia și Mira, ce deținea ca metoh schitul Grăjdeni, prima luând Grăjdeniul ce se afla mai aproape de ea iar Mira luând iar schitul Crainici.
Între anii 1852 - 1855 mai funcționa ca metoh al mănăstirii Mera. Dacă până la acea dată egumenii mănăstirilor închinate puteau să-și arendeze singuri moșiile, din 1852, prin ordinul domnului Grigore Ghica, acestea se arendau numai prin licitații. Începând cu anii 1852-1853 s-au organizat licitații publice prin care moșiile s-au arendat străinilor, ceea ce s-a întâmplat și cu cele ale mănăstirii Mera. În urma unei astfel de licitații s-a aflat și averea mănăstirii Mera la care contribuia cu valoarea de 1360 galbeni moșia Adjud și Lespezi, [24] ceea ce dovedește că Mera încă mai stăpânea moșia Lespezi în prima jumătate a secolului al XIX-lea.
În unele lucrări s-a menționat că biserica din Lespezi datează din anul 1809.[25] Dacă în veacul al XVIII-lea aici exista o biserică înființată de către călugării greci, presupunem că anul 1809 reprezintă fie anul unei reconstruc’ii sau al unei restaurări a bisericii din secolul al XVIII-lea care a avut de suferit de pe urma surpării terenului pe care fusese clădită.
După secularizarea averilor mănăstirești de către domnitorul Alexandru Ioan Cuza, ulterior anului 1864, biserica devine enorie.

## Alte monumente istorice , obiective de interes turistic din apropiere
- spre N la 9 km distanță  Biserica ,,Adormirea Maicii Domnului" - Lărgășani, comuna Corbița, Vrancea - ctitor vomicul Gaviril Conachi, datată 1759-1760;
-  spre S la 14 km  distanță - Mănăstirea Sihastru -  Ploscuțeni , Vrancea . La început aici a fost o biserică veche din lemn cu hramul ,, Sfântul Dumitru "    făcută de hatmanul Șendrea pe la 1474 care cu vremea s-a distrus. Fiind cumnatul lui Ștefan cel Mare și Sfânt, a ridicat biserica în urma războiului avut cu Radu cel Frumos, domnul Țării Românești, la 8 noiembrie 1473, lângă Gheorghiță - Ilfov. În anul 1748 hatmanul Sandu Șendrea și soția sa Sanda ridică o altă biserică în locul celei dărâmate,.
În 1882  Petrache Șendrea a înceaput zidirea unei biserici din cărămidă care a fost terminată abia în 1891, dar nepictată, cu hramul " Sfinții Apostoli Petru și Pavel"  . Petrache pusese pe foc biserica veche din lemn de stejar construită în 1748 de hatmanul Sandu Șendrea.
Pentru cei pasionați de cărți de cult, icoane vechi, veșminte și obiecte bisericești, mănăstirea deține și un muzeu cu astfel de obiecte vechi de peste 400 de ani.
- Valul lui Athanaric (sau Atanaric) a fost un zid de apărare, aflat între localitățile Ploscuțeni pe Siret și Stoicani pe Prut, pe o distanță de 90 de km, separând Câmpia Română de Podișul Moldovei.
- Spre sud la 19 km, respectiv   la 5 km de Mănăstirea Sihastru  se găsește Mănăstirea Buciumeni , în apropiere sunt așezările Poiana  (Piroboridava), Cetatea lui Piru cu vestigii geto-dacice, Nicorești cu urme din vremea lui Alexandru cel Bun.
Așezământul este monument istoric, construit într-o zonă pitorească din Codrii Cucuieților cu arbori seculari.
A fost înființată după tradiție între anii 1425- 1430, prin râvna unor călugărițe care sihăstreau prin partea locului. Acestea au construit o bisericuță din lemn de stejar și câteva chilii care au dăinuit până către sfârșitul anului 1700. Un prim document, datat 18 martie 1602, amintește în apropiere de „chilia lui Gheorghe dascălul“.
Pe aceeași temelie s-a construit o altă bisericuță cu hramul „Sfântul Nicolae” și a fost sfințită de Episcopul Sava al Romanului în anul 1718.  În 1750 schitul a fost desființat, biserica a fost demontată, încărcată  în  care și dusă de schimonahul Isaia Orbul în părțile Bacăului, unde este reconstruită întocmai. În secolul al XIX-lea, este strămutată, de schimonahul Isaia Diaconu-Diaconescu, în cimitirul mănăstirii Bogdana. În 1925 biserica va fi distrusă parțial de un incendiu, dar va fi refăcută în același stil, de starețul Glicherie Lovin, mai târziu duhovnicul Mănăstirii Adam.
Viața monahală va fi continuată la Buciumeni și după anul 1750, căci la 1809 biserica schitului este reconstruită de serdarul Manolache Radovici, acum purtând hramul Sfintei Treimi, stareță fiind monahia Afia. La 25 august 1817, Episcopul Gherasim Clipa  al Romanului îl închină  ca metoc al mănăstirii Văratec.
O nouă biserică, cea actuală, este construită prin eforturile monahiilor din mănăstire, între 1840 și 1844, perioadă în care stareță a mănăstirii Văratec era monahia Olimpiada, iar superioara schitului Buciumeni – monahia Vitalia.
Schitul este desființat în 1860, prin decret domnesc, dar câteva maici au rămas, ducând viață de sine. La 1867 schitul este vizitat de domnitorul Carol I. Viața mănăstirească este revigorată la Buciumeni după venirea la Roman a Episcopului Melchisedec Ștefănescu, în anul 1879. În 1884 biserica este refăcută și zugrăvită.
Reparată din nou, după cutremurul din 1940, între anii 1958-1959, când s-a adăugat turla de pe naos, biserica a fost pictată în tehnica fresco de Anatolie Cudinof.

## Evenimente culturale
Ziua satului Lespezi este la 8 septembrie, dată ce corespunde cu sărbătoarea religioasă a Nașterii Maicii Domnului, hramul bisericii din localitate. 
La 8 septembrie 2007 oficialitățile locale au inaugurat construcția noului Cămin Cultural al satului Lespezi.